# Jos Schoubs
Jos Schoubs (20 gennaio 1963) è un ex giocatore di calcio a 5 belga.

## Carriera
Con la nazionale maschile di calcio a 5 del Belgio ha disputato il FIFA Futsal World Championship 1989 nel quale i diavoli rossi hanno raggiunto il quarto posto finale, venendo sconfitti nella finalina dagli Stati Uniti. In totale, Schoubs ha disputato 8 incontri con la nazionale.